# هوانگ جنگسان
هوانگ جنگسان (به لاتین: Hwangjangsan) یک کوه در کره جنوبی است که در Gyeongsangbuk-do, South Korea واقع شده‌است. هوانگ جنگسان ۱٬۰۷۷ متر بالاتر از سطح دریا واقع شده‌است.